# OpenQM
OpenQM est une base de données multivaluée (par opposition aux systèmes de gestion de bases de données relationnelles) inspirée de Pick. Elle est développée par Ladybridge Systems au Royaume-Uni, son auteur principal est Martin Phillips.

## Historique d'OpenQM
La première version d'OpenQM a été mise sur le marché en 1993 en tant que base de données simple. Par la suite, elle est devenue disponible en tant qu'environnement de développement et de moteur d'exécution complet en 2001. En 2004, une version libre, sous la licence publique générale GNU a été distribuée pour le système d'exploitation GNU/Linux.
OpenQM est actuellement disponible sous deux licences, tout comme MySQL, ce qui permet une distribution sous licence GPL avec tous les avantages d'un logiciel libre, tout en donnant la possibilité d'acquérir une version propriétaire du logiciel incluant un support. 

### Une base de données multi-valuée
OpenQM est une base de données « multivaluée », et, en tant que telle, elle partage de nombreux aspects des autres systèmes dérivés de Pick. 

### Autres fonctionnalités
Elle possède aussi des fonctions qui n'existent pas sur d'autres bases de données multivaluées, comme l'auto-dimensionnement des fichiers des bases de données. 
Le Databasic se nomme QMBasic. 
Elle supporte les objets et les classes en Basic.

## Sources
- (en) Cet article est partiellement ou en totalité issu de l’article de Wikipédia en anglais intitulé « OpenQM » (voir la liste des auteurs).